# Kryptos
Kryptos (græsk: skjult) er en skulptur af den amerikanske kunstner Jim Sanborn. Den står uden for Central Intelligence Agencys (CIA) hovedkvarter i Langley i Virginia. Siden indvielsen den 3. november 1990 har der været megen spekulation om dens krypterede indskrift. Den beskæftiger stadig kryptologer, men dele af koden er allerede knækket, og Sanborn har 22. november 2010 oplyst, at bogstavrækkefølgen NYPVTT betyder BERLIN.  I år 2014 afslørede Sanborn så, at bogstavrækkefølgen derefter, MZFPK, betyder CLOCK.